# Jon Hess
Jon Hess est un réalisateur et producteur américain.

## Biographie
Jon Hess est né à New York en 1956, d'un père cinéaste américain et d'une mère japonaise.

## Filmographie

### En tant que réalisateur
- 1988 : The Lawless Land
- 1988 : Watchers
- 1989 : The Assassin
- 1991 : Alligator 2, la mutation (Alligator II: The Mutation)
- 1991 : Shock Invader (Not of This World) (téléfilm)
- 1993 : Excessive Force
- 1997 : Infidelity/Hard Fall
- 1998 : Mars 2056 (Mars)
- 1998 : Legion (en) (téléfilm)
- 1999 : Crash and Byrnes (téléfilm)

### En tant que producteur
- 1997 : Infidelity/Hard Fall de Jon Hess
- 1998 : American History X (Québec : Generation X-treme) de Tony Kaye (coproducteur)
- 2004 : The Path to Adventure de Ryan Howard (téléfilm - court métrage)

### Autres métiers
- 2004 : The Path to Adventure de Ryan Howard (téléfilm - court métrage - Monteur)